# Christel Simms
Joan Christel Simms (Hawaï, 20 september, 1990) is een Filipijns-Amerikaans zwemmer. Simms, die woonachtig is in de staat Hawaï, vertegenwoordigde de Filipijnen op de 50 en 100 meter vrije slag bij de Olympische Zomerspelen 2008.
Simms werd in 2007 op 16-jarige leeftijd opgenomen in het Amerikaans nationaal juniorenzwemteam. Ze heeft sinds haar negende (tot het moment dat ze zich kwalificeerde voor de Spelen) 54 Hawaïaanse records (op individuele nummers) gebroken. Op 8 augustus 2007 kwalificeerde Simms zich voor de 100 meter vrije slag op de Olympische Spelen van 2008 middels een tijd van 57,12 seconde bij het Amerikaanse nationaal junioren kampioenschap. Daarnaast behaalde ze met 26,38 ook de limiet om deel te mogen nemen aan de 50 meter vrije slag.
Met haar deelname in Peking was Simms de zevende vrouwelijke deelneemster die namens de Filipijnen op de Spelen actief is.

## Olympische Spelen 2008
Op de Spelen van 2008 in Peking zwom Simms op de 100 meter vrije slag met 56,67 een nieuw Filipijns record. Ze strandde daarmee in de series waarin ze de 41e tijd realiseerde. Op de 50 meter vrije slag realiseerde ze een tijd van 26,64. Hoewel ze met deze tijd slechts 2 honderdsten boven het Filipijns record van Akiko Thompson uit 1989 bleef, was de tijd slechts goed voor een 47e plek in het deelnemersveld van de Olympische Spelen.